# 阿里斯戴尔·伯奈特
詹姆士·威廉·亞歷山大·伯奈特爵士（英語：Sir James William Alexander Burnet，別稱阿里斯戴尔·伯奈特爵士（Sir Alastair Burnet），1928年7月12日—2012年7月20日），曾是英國主播和記者，他主要工作是新聞和當前以外節目，包括在英國獨立電視新聞工作的，英國十點鐘新聞，已主持了18年。除此之外，還是經濟學人，以及每日快報編輯。
在1928年7月12日出生於谢菲尔德的伯奈特，則在位於劍橋的萊士中學入讀，之後在沃卡斯特爾中學再入讀。
畢業後，則在格拉斯哥時報工作，之後在1958年，調去經濟學人主管所有編輯工作，1963年，開始進入英國獨立電視新聞電視工作，包括1968年、1969年和1970年英國普選，以及於1969年登上阿波羅11號月球。
1965年，再次在經濟學人所有工作，1967年，他回到英國獨立電視新聞，兼職英國十點鐘新聞工作，1972年開始調任英國廣播公司主持工作，包括1974年2月，以及1974年10月英國普選。
1974年再次到經濟學人工作，之後到每日快報做編輯工作。
1976年再次到英國獨立電視新聞工作，而首份工作便是《英國五時四十五分新聞》主播，1978年春天，再次擔任《英國十點鐘新聞》主播，包括1979年、 1983年，以及1987年英國綜合普選、財政預算、美國選舉等。
有時他也會報道英國皇室事件，包括1981年的查理王子和戴安娜·斯宾塞夫人結婚事件，以及1986年的安德魯王子和莎拉·弗格森結婚事件，之後他開始編輯和主持皇室特備節目。
1984年，被英女皇封為爵士位。
1990年2月，他開始退出所有管理層工作，1991年8月29日，最后一次担任《英國十點鐘新聞》主播，之后展開退休生活，《英國十點鐘新聞》主播一职则由特雷弗·麦克唐纳接任。
自從他退休之後，他展開私人生活，並不會再次在新聞工作。
2012年7月20日，伯奈特因患上中風，在倫敦肯辛頓伯特威斯療養院安詳離世。